# AAA Auto
AAA Auto este cel mai mare comerciant de mașini second-hand din Europa Centrală.
Grupul AAA Auto este prezent pe piața cehă din 1992 și de-a lungul timpului a devenit cel mai mare dealer de mașini second hand din Europa Centrală, cu mai mult de 250.000 de mașini vândute până în 2007.
În ianuarie 2007, grupul activa în Cehia, Slovacia, Ungaria, România și Polonia și avea în total peste 2.200 de angajați.
În 2005, a vândut peste 50.000 de mașini și a înregistrat o cifră de afaceri de 220 milioane euro.